# Greatest Video Hits I
Greatest Video Hits 1 es el primer recopilatorio de videos hecho por la banda de Rock inglesa Queen, lanzado en 2002, contiene los videos de los éxitos de la banda entre 1974 y 1981. También existe el Greatest Video Hits 2.
El DVD alcanzó el número uno en ventas en el Reino Unido, con ventas de más de 90 mil copias en 2002 se convirtió rápidamente en el DVD más vendido del año, también alcanzó en número uno en Estados Unidos (Platino), Alemania (Oro), Australia, Canadá y Polonia.

## Disco 1[1]
- Bohemian Rhapsody
- Another One Bites the Dust
- Killer Queen
- Fat Bottomed Girls
- Bicycle Race
- You're My Best Friend
- Don't Stop Me Now
- Save Me
- Crazy Little Thing Called Love
- Somebody to Love
- Spread Your Wings
- Play the Game
- Flash
- Tie Your Mother Down
- We Will Rock You
- We Are the Champions

Audio:
- PCM Stereo
- DTS 5.1

## Disco 2[1]
- Now I'm Here
- Good Old-Fashioned Lover Boy (live Top of the Pops version)
- Keep Yourself Alive
- Liar
- Love of My Life
- We Will Rock You (Live Fast Version)

El disco 2 también contiene un documental sobre "Bohemian Rhapsody" llamado "Inside Rhapsody", una galería de fotos y una versión rara del video de "Bohemian Rhapsody".
Los comentarios hechos por John Deacon y Freddie Mercury para este video fueron extraídos de documentales anteriores, mientras que Roger Taylor y Brian May, hicieron nuevos comentarios para este DVD.

## Charts
| País           | Charts   | Charts  | Charts        | Ventas  |
|                | Posición | Semanas | Certificación |         |
| -------------- | -------- | ------- | ------------- | ------- |
| Reino Unido    | 1        | 37      |               | 187.000 |
| Australia      |          |         | 6X Platino    | 90.000  |
| Estados Unidos | 1        |         | Platino       | 90.000  |
| Holanda        |          |         |               | 46.000  |
| Francia        |          |         | 2x Platino    | 40 000  |
| Alemania       | 1        |         | Oro           | 25 000  |
| Canadá         | 1        |         | 5x Platino    | 25 000  |
| España         | 1        |         | Oro           | 20 000  |
| Portugal       |          |         | 3x Platino    | 12 000  |
| Polonia        |          |         | Platino       | 10 000  |
| México         |          |         | Platino       | 10 000  |
| Nueva Zelanda  |          |         | Platino       | 5.000   |